# V.21

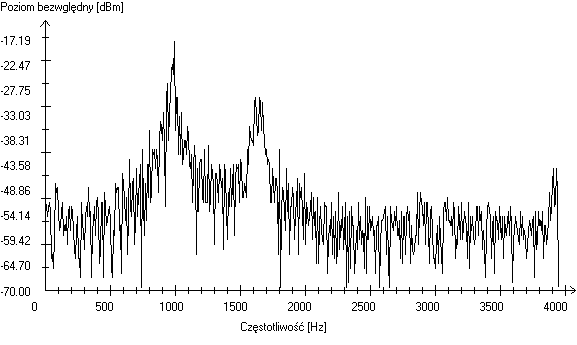
Widmo sygnału modemu pracującego zgodnie z zaleceniem V.21 z prędkością 300 bit/s na typowej linii telefonicznej o szerokości pasma przepustowego równego 4 kHz.

V.21 – standard transmisji danych rekomendowany przez ITU-T, charakteryzujący się przepustowością 300 bit/s, pełną transmisją dwukierunkową, wykrywaniem nośnej o różnej częstotliwości transmisji (1080 Hz lub 1750 Hz +/- 100 Hz). W modulacji użyte jest kluczowanie FSK.
Standard ten jest wariantem formatu modulacji Bell 103.